# Coppa Europa di lanci 2023
La Coppa Europa di lanci 2023 è stata la XXII edizione della Coppa Europa di lanci, disputatasi l'11 e il 12 marzo a Leiria, in Portogallo.
Alla manifestazione non hanno preso parte atleti russi e bielorussi a causa delle sanzioni imposte ai due Paesi dalla European Athletics e dal Comitato Olimpico Internazionale in seguito all'invasione russa dell'Ucraina.

## Risultati

### Uomini
| Gara                   | Oro           | Misura  | Argento                 | Misura  | Bronzo           | Misura  |
| ---------------------- | ------------- | ------- | ----------------------- | ------- | ---------------- | ------- |
| Getto del peso         | Roman Kokoško | 21,52 m | Bob Bertemes            | 21,21 m | Zane Weir        | 20,98 m |
| Lancio del disco       | Kristjan Čeh  | 68,30 m | Alin Firfirică          | 63,78 m | Martin Marković  | 62,20 m |
| Lancio del martello    | Bence Halász  | 74,65 m | Thomas Mardal           | 73,94 m | Yann Chaussinand | 73,25 m |
| Lancio del giavellotto | Leandro Ramos | 78,57 m | Dagbjartur Daði Jónsson | 78,56 m | Manu Quijera     | 78,42 m |

### Donne
| Gara                   | Oro             | Misura  | Argento          | Misura  | Bronzo                | Misura  |
| ---------------------- | --------------- | ------- | ---------------- | ------- | --------------------- | ------- |
| Getto del peso         | Jessica Inchude | 18,14 m | Yemisi Ogunleye  | 18,09 m | Sara Lennman          | 17,95 m |
| Lancio del disco       | Shanice Craft   | 64,88 m | Liliana Cá       | 64,32 m | Mélina Robert-Michon  | 61,70 m |
| Lancio del martello    | Sara Fantini    | 73,26 m | Bianca Ghelber   | 71,52 m | Katrine Koch Jacobsen | 71,08 m |
| Lancio del giavellotto | Elina Tzengko   | 63,65 m | Marija Vučenović | 60,56 m | Adriana Vilagoš       | 59,83 m |

### Uomini under 23
| Gara                   | Oro              | Misura  | Argento          | Misura  | Bronzo           | Misura  |
| ---------------------- | ---------------- | ------- | ---------------- | ------- | ---------------- | ------- |
| Getto del peso         | Muhamet Ramadani | 19,28 m | Eric Maihöfer    | 19,13 m | Riccardo Ferrara | 19,00 m |
| Lancio del disco       | Steven Richter   | 64,23 m | Mykhailo Brudin  | 58,60 m | Enrico Saccomano | 56,27 m |
| Lancio del martello    | Mychajlo Kochan  | 75,80 m | Dawid Piłat      | 72,42 m | Halil Yılmazer   | 70,45 m |
| Lancio del giavellotto | Artur Felfner    | 80,09 m | Lenny Brisseault | 72,55 m | György Herczeg   | 72,46 m |

### Donne under 23
| Gara                   | Oro                        | Misura  | Argento        | Misura  | Bronzo                    | Misura  |
| ---------------------- | -------------------------- | ------- | -------------- | ------- | ------------------------- | ------- |
| Getto del peso         | Serena Vincent             | 16,90 m | Emilia Kangas  | 16,28 m | Nina Chioma Ndubuisi      | 16,24 m |
| Lancio del disco       | Lotta Flatum               | 56,54 m | Emily Conte    | 56,18 m | Marie-Josée Bovele-Linaka | 53,42 m |
| Lancio del martello    | Valeriya Ivanenko-Kyrylina | 65,51 m | Nicola Tuthill | 64,44 m | Rachele Mori              | 62,79 m |
| Lancio del giavellotto | Veronika Šokota            | 56,82 m | Petra Sičaková | 55,23 m | Esra Türkmen              | 54,69 m |

Legenda:  record mondiale;  record mondiale stagionale;  record europeo;  record europeo stagionale;  record dei campionati;  record nazionale;  record personale;  record personale stagionale.

## Medagliere
| Posiz. | Nazione       | Oro | Argento | Bronzo | Totale |
| ------ | ------------- | --- | ------- | ------ | ------ |
| 1      | Ucraina       | 4   | 1       | 0      | 5      |
| 2      | Germania      | 2   | 2       | 1      | 5      |
| 3      | Portogallo    | 2   | 1       | 0      | 3      |
| 4      | Italia        | 1   | 1       | 4      | 6      |
| 5      | Norvegia      | 1   | 1       | 0      | 2      |
| 6      | Croazia       | 1   | 0       | 1      | 2      |
| 6      | Ungheria      | 1   | 0       | 1      | 2      |
| 8      | Gran Bretagna | 1   | 0       | 0      | 1      |
| 8      | Grecia        | 1   | 0       | 0      | 1      |
| 8      | Kosovo        | 1   | 0       | 0      | 1      |
| 8      | Slovenia      | 1   | 0       | 0      | 1      |
| 12     | Romania       | 0   | 2       | 0      | 2      |
| 13     | Francia       | 0   | 1       | 3      | 4      |
| 14     | Serbia        | 0   | 1       | 1      | 2      |
| 15     | Finlandia     | 0   | 1       | 0      | 1      |
| 15     | Irlanda       | 0   | 1       | 0      | 1      |
| 15     | Islanda       | 0   | 1       | 0      | 1      |
| 15     | Lussemburgo   | 0   | 1       | 0      | 1      |
| 15     | Polonia       | 0   | 1       | 0      | 1      |
| 15     | Rep. Ceca     | 0   | 1       | 0      | 1      |
| 21     | Turchia       | 0   | 0       | 2      | 2      |
| 22     | Danimarca     | 0   | 0       | 1      | 1      |
| 22     | Spagna        | 0   | 0       | 1      | 1      |
| 22     | Svezia        | 0   | 0       | 1      | 1      |
| Totale | Totale        | 16  | 16      | 16     | 48     |